# Li Galli
Li Galli, anche detto Arcipelago delle Sirene o Le Sirenuse, è un arcipelago appartenente al comune di Positano (SA), ubicato pochi chilometri a sud della penisola sorrentina e costituito da tre isole: Gallo Lungo, La Rotonda e Dei Briganti a nord della Rotonda.

## Descrizione
Gallo Lungo è la più grande delle tre ed è l'unica ad essere stata abitata fin dai tempi dei Romani: ha una forma allungata che si estende per circa 400 m con una larghezza variabile che verso il centro è di circa 100 m e verso la «testa» è di circa 200 m.
A ovest di Gallo Lungo si trovano La Rotonda e Dei Briganti a nord della Rotonda, denominazione quest'ultima riportata sul sito del comune di Positano, anche se più comunemente l'isola viene indicata sui testi con il nome di La Castelluccia.
Gli isolotti sono ricoperti di erba e di arbusti, con una grande abbondanza di narcisi.

## Storia antica
Strabone, geografo greco del I secolo a.C. (63-19) descrisse per la prima volta le tre isole in due brani: il primo nel libro I (2, 12, 13, = C 22-23) e il secondo nel libro V (4,8 = C 247), identificandole come sedi delle sirene e dando loro il nome di Sirenai o Sirenussai.
Non è casuale l'accostamento de Li Galli con le sirene: queste ultime rappresentano nella mitologia greca gli ostacoli e i pericoli alla navigazione ed è proprio in quel tratto di mare che le correnti portavano spesso le imbarcazioni a schiantarsi contro gli scogli, naufragando. Il piccolo arcipelago si trova sul cammino che collega il Circeo a Scilla e Cariddi, ossia allo stretto di Messina. I navigatori incontrano Li Galli dopo aver attraversato il Golfo di Napoli e superato le Bocche di Capri, un passaggio importante e difficile per la navigazione antica, soprattutto con tempo ventoso. Da Li Galli invece, i corsari potevano controllare l'ingresso o l'uscita dalle Bocche; da cui il nome di uno dei Galli, l'Isola dei briganti.
Si vuole che il nome Li Galli derivi dalla iconografia delle sirene nell'arte figurata greca arcaica, nella quale vengono immaginate metà donna e metà uccello: le sirene greche quindi non vanno confuse con le sirene metà donna e metà pesce della fantasia popolare nordica, di epoca successiva e alimentata oggi da molte pellicole e cartoni animati. L'accostamento più immediato che si può fare con le sirene alate è quindi quella della gallina o del gallo: da qui il nome Li Galli ancora oggi utilizzato.
Dall'839 al 1131 fecero parte del Ducato di Amalfi.
Nel 1848, la famiglia dei Conti di Guissi tentò di costruirvi una fattoria per l'allevamento dei conigli. Dopo un successo iniziale, nel 1873 una terribile tempesta colpì l'arcipelago e uccise tutti i conigli.
Alla fine del XIX secolo e all'inizio del XX secolo, Li Galli rimanevano selvaggi e poco visitati, salvo per le battute di caccia alla quaglia effettuate nel mese di maggio dai numerosi cacciatori della costa.

## Storia moderna
Li Galli hanno da sempre esercitato un grande fascino, tanto da renderle ambite da molti personaggi famosi.
Nel 1924 il coreografo e ballerino russo Léonide Massine acquistò l'arcipelago, facendo costruire su quelle rovine una magnifica villa che l'architetto Le Corbusier abbellì ulteriormente.
La proprietà passò poi ad un altro celeberrimo ballerino russo, Rudol'f Nureev, che l'acquistò nel 1989: poco dopo la sua morte, avvenuta nel 1993, l'arcipelago è stato acquistato dalla Li Galli di Giovanni Russo & C snc.
Francesco Savarese, socio della citata società, nel 2004 ha ceduto le quote della società proprietaria degli isolotti Li Galli a Giovanni Russo che, attualmente, è l'unico proprietario.
L'arcipelago fa parte dell'Area Marina Protetta di Punta Campanella.

## Mitologia
Come già detto, Li Galli viene identificato con un luogo in cui le sirene vivevano e ammaliavano i marinai in transito, facendoli naufragare contro gli scogli.
Possiamo dunque immaginare che sia questo il luogo dove, secondo la mitologia, la nave di Ulisse e quella degli Argonauti sono riuscite a scampare al tragico destino degli altri naviganti. Nell'Odissea di Omero, Ulisse, di ritorno dalla guerra di Troia, non volle rinunciare a sentire il canto delle sirene e così su consiglio dalla maga Circe si fece legare all'albero della nave, ma solo dopo aver turato con della cera le orecchie dei suoi marinai: egli poté quindi ascoltare il loro canto 
– Vieni qui, presto, glorioso Odisseo, grande vanto degli Achei;
ferma la nave perché tu possa sentire la nostra voce.  185
Nessuno si allontana mai da qui con la sua nave nera,
se prima non sente la voce dalle nostre labbra, suono di miele;
poi riparte pieno di gioia, conoscendo più cose.
Noi tutto sappiamo, quanto nell’ampia terra di Troia
Argivi e Teucri patirono per volere dei numi;    190
tutto sappiamo quello che avviene sulla terra nutrice -…

mentre la nave continuò indisturbata il suo cammino. Gli Argonauti, invece, si salvarono grazie alla bravura di Orfeo che prese a suonare la lira, surclassandone il canto; le sirene, per l'umiliazione subita, si buttarono in mare e furono tramutate in sassi.

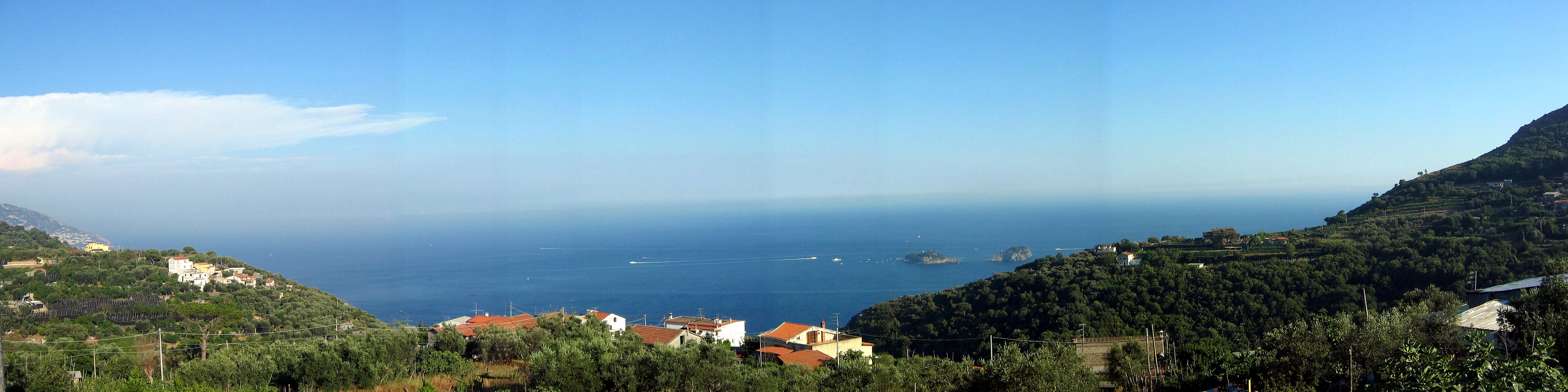
Arcipelago Li Galli visto dai Colli di Fontanelle